# Urania Basket Milano
L'Urania Basket Milano, nota semplicemente come Urania Milano, è una società di pallacanestro maschile di Milano, nata nel 1952 per volontà di alcuni amici dell'oratorio della Parrocchia di Santa Maria del Suffragio, nel quartiere di Porta Vittoria, in zona prossima a quello di Calvairate. Attualmente, milita nel campionato di Serie A2.

## Storia

### Le origini
Nel 1952, dopo un viaggio negli Stati Uniti, l'avvocato Giovanni Verdesca, che frequenta l'Oratorio della Chiesa milanese di Santa Maria del Suffragio, decide di fondare una squadra di basket: l'Urania Basket. L'attività inizia nel 1953 presso l'Oratorio. Giovanni Verdesca riceveva da un'amica in Michigan la rivista specializzata Basketball, che parlava tra le altre cose del basket universitario e in particolare dell'Università del Kentucky, i cui giocatori erano soprannominati Wildcats. Le maglie dei giocatori di questa squadra sono rosse e blu, mentre sulle loro tute bianche "di raso", cucite a mano dalla mamma di Giovanni Verdesca, campeggia una gigantesca testa di gatto che ricorda il loro soprannome: wildcats, il termine inglese per indicare i gatti selvatici. Come molte altre società sportive di ispirazione cattolica, nei primi anni dopo la sua nascita l'Urania partecipa ai tornei del rifondato Centro Sportivo Italiano e in questo ambito inizia a farsi le ossa, come accaduto anche ad altre storiche squadre del basket lombardo sorte nell'alveo delle attività di formazione giovanile degli oratori (e.g., Robur et Fides a Varese, Ju-Vi a Cremona, etc.).

### L'approdo in Serie B
Negli anni successivi la squadra si iscrive alla FIP ed inizia a partecipare ai tornei organizzati da quest'ultima e dopo tanti anni passati a forgiare giocatori ed amanti della pallacanestro - fra i quali si devono annoverare anche l'attuale presidente e i suoi fratelli - l'Urania approda prima nella C Silver, nella stagione 2010-2011, e poi finalmente in serie B nel 2012 (in quegli anni denominata Divisione Nazionale B) e dopo alcune stagioni di rodaggio ed ambientamento - senza mai trascurare la crescita del proprio settore giovanile - la prima squadra riesce a centrare la promozione in A2, nella stagione 2018-2019, sotto la guida del coach Davide Villa, chiamato a guidare i Wildcats nella precedente annata sportiva.

### La Serie A2
Raggiunta la massima serie dilettantistica italiana, l'Urania si trasferisce dal piccolo Palaiseo - sito nel quartiere di Affori - al più blasonato Palalido che, dopo la lunga ristrutturazione e la successiva sponsorizzazione, ha assunto il nome di Allianz Cloud. La prima stagione in A2 vede la neopromossa affrontare le naturali difficoltà dell'esordio a cui si affiancano, a marzo 2020, le enormi complicazioni create dalla pandemia di COVID-19 anche al mondo dello sport. Nonostante queste prove ed un campionato dichiarato invalido a causa delle significative restrizioni connesse alla situazione sanitaria, il primo anno dell'Urania nella pallacanestro "che conta" si chiude con un lusinghiero record di 12 vittorie e 13 sconfitte. Nelle stagioni seguenti la squadra, sempre allenata da Davide Villa, assesta il proprio livello alternando prove convincenti con altre meno brillanti (19V e 17P nel 2020-2021 e 14V e 20P nel 2021-2022) e migliora il proprio record nell'annata 2022-2023 (20 vittorie e 14 sconfitte, fatta da 14V e 10P nella stagione regolare e 6V e 4P nella seconda fase a gironi) quando raggiunge per la seconda volta i playoff (la prima fu nel 2020-2021) venendo però eliminata in 4 gare dal Basket Torino, che poi arriverà in finale.
Per la stagione 2023-2024 l'Urania, sostituito il centro americano K.J. Hill con Gerald Beverly, conferma l'altro straniero, la guardia tiratrice Nathaniel Lamont "Giddy" Potts e molti giocatori che l'hanno trascinata al record positivo della precedente annata: il play Andrea Amato, cresciuto nel vivaio dell'Olimpia, il capitano Giorgio Piunti, arrivato alla sesta stagione tra i wildcats e la guardia-play Montano, giunto a Milano l'anno della promozione in A2. A questo impianto rodato si affiancano giovani cresciuti nel vivaio della squadra ed alcuni nuovi interessanti innesti, come l'ala grande Ion Lupusor, moldavo di nascita, ma con passaporto italiano, e la duttile guardia-ala piccola Giovanni Severini. Poco prima dell'avvio del campionato il pivot Beverly - ex Brescia - si infortuna con tempi di recupero significativi e l'Urania corre ai ripari ingaggiando Aristide Landi, ala-centro con oltre dieci anni di presenza nei parquet italiani (e.g., Bologna, Pistoia, Trieste, etc.). La squadra si qualifica per i playoff, venendo però eliminata al primo turno da Verona.
Per la stagione 2024-25, l'Urania attua una vera e propria rivoluzione interrompendo il rapporto con il coach Davide Villa e modificando in modo profondo il roster. Rispetto alla stagione precedente, oltre ai giovani Cavallero, Anchisi e Solimeno, vengono confermati solo la guarda americana Potts ed il play Amato - promosso a capitano per l'addio di Piunti, passato a Rieti - e vengono innestati diversi nuovi giocatori fra cui spicca Alessandro Gentile. La squadra viene affidata Marco Cardani, proveniente dalla Pielle Livorno.

## Roster
Aggiornato al 30 settembre 2024
| Urania Basket | Urania Basket |
| Giocatori     | Staff tecnico |
| ------------- | ------------- |

| N. | Naz.                   | Ruolo | Nome               | Anno | Alt.   | Peso   |  |
| -- | ---------------------- | ----- | ------------------ | ---- | ------ | ------ |  |
| 0  | Italia (bandiera)      | PG    | Matteo Anchisi     | 2005 | 183 cm | 79 kg  |  |
| 1  | Stati Uniti (bandiera) | G     | Giddy Potts        | 1995 | 188 cm | 98 kg  |  |
| 6  | Italia (bandiera)      | P     | Andrea Amato (C)   | 1994 | 190 cm | 80 kg  |  |
| 5  | Italia (bandiera)      | GA    | Alessandro Gentile | 1992 | 201 cm | 100 kg |  |
| 33 | Italia (bandiera)      | AC    | Gianmarco Leggio   | 1994 | 200 cm | 84 kg  |  |
| 90 | Italia (bandiera)      | G     | Luca Cesana        | 1997 | 196 cm | 90 kg  |  |
| 10 | Italia (bandiera)      | P     | Lorenzo Maspero    | 1998 | 185 cm | 76 kg  |  |
| 49 | Nigeria (bandiera)     | C     | Ike Udanoh         | 1989 | 202 cm | 90 kg  |  |
| 24 | Italia (bandiera)      | C     | Samuele Solimeno   | 2005 | 205 cm | 90 kg  |  |
| 16 | Italia (bandiera)      | C     | Giordano Pagani    | 1998 | 205 cm | 98 kg  |  |
| 34 | Italia (bandiera)      | GA    | Matteo Cavallero   | 2003 | 200 cm | 80 kg  |  |

| Allenatore                                                        |
| - Marco Cardani                                                   |
| Assistente/i                                                      |
| - Stefano Corengia - Niccolò Locati Legenda - (C) Capitano Roster |